# 石勝線
石勝線（せきしょうせん）は、北海道千歳市の南千歳駅から上川郡新得町の新得駅を結ぶ北海道旅客鉄道（JR北海道）の鉄道路線（幹線）である。路線名は令制国名の石狩国と十勝国から採られている。
夕張炭田の運炭路線として1892年（明治25年）11月1日に敷設された夕張線（ゆうばりせん）を元とし、1981年（昭和56年）10月1日にその東西で新線が開業して成立した路線で、北海道の道央と道東を結ぶ広域幹線として機能している。石勝線に編入される以前の追分駅 - 夕張駅間の名称だった「夕張線」は、その後も支線化した新夕張駅 - 夕張駅間の通称として用いられた。運炭路線としての使命を終えた後の夕張線は夕張市などの地域輸送の機能を担っていたが、利用者の減少により2019年（平成31年）4月1日に廃止された。
新夕張駅以東では「北海道の背骨」と呼ばれる日高山脈を貫くため、北海道内の在来線の山岳トンネルとしては最長の5,825 m の新登川トンネルをはじめ、5,790 mの新狩勝トンネル、5,700 mの登川トンネル、4,225 mの第二串内トンネル、3,765 mの鬼峠トンネルと長大トンネルが連続する。この区間では占冠駅・トマム駅周辺を除いて居住者がいる集落が無く、駅の間隔はおよそ20 - 30 kmと非常に長く、駅の数より信号場の数の方が多い特徴を持つ。信号場の多くは、計画当初は駅を設置する予定だったが、入植者の離農が進んだためその必要が無くなった経緯がある。
新夕張駅 - 新得駅間では、新得駅付近に踏切が1つあるほかは、道路との交差がすべて立体交差となっている。なお、過去にはトマム駅構内に踏切があった。

## 路線データ
- 管轄・区間（営業キロ）：
  - 北海道旅客鉄道（第一種鉄道事業者）
    - 南千歳駅 - 新得駅間 132.4 km[2]
      - 南千歳駅 - 上落合信号場（構内除く）間が本社鉄道事業本部、上落合信号場 - 新得駅間が北海道旅客鉄道釧路支社の管轄である[注 2]。
      - 上落合信号場 - 新得駅間のキロポストは根室本線の富良野駅 - 新得駅間が廃止された後も滝川起点のものがそのまま使用され、各踏切に書かれているキロ数表示も滝川からの通算表示となっている。

  - 日本貨物鉄道（第二種鉄道事業者）
    - 南千歳駅 - 上落合信号場間 108.3 km[注 3]
- 建設主体：日本鉄道建設公団（現 独立行政法人 鉄道建設・運輸施設整備支援機構）
- 軌間：1,067 mm（狭軌）
- 駅数：25（起終点駅と信号場を含む）
  - 一般駅：0駅
  - 旅客駅：7駅
  - 貨物駅：0駅
  - 信号場：18か所
    - 石勝線所属駅に限定した場合、南千歳駅（千歳線所属[4]）・追分駅（室蘭本線所属[4]）・新得駅が除外され、旅客駅が4駅・信号場が18か所となる。
- 複線区間：なし（全線単線）
- 電化区間：なし（全線非電化）
- 閉塞方式：単線自動閉塞式
  - 交換可能駅：すべての駅と信号場で交換可能。
- 最高速度（2014年8月30日現在）
  - 120 km/h（南千歳駅 - 新得駅間）[報道 1][報道 2][報道 3]
- 最急勾配：12 ‰

## 歴史

### 夕張線として開業
1892年（明治25年）、北海道炭礦鉄道により夕張炭田の各炭鉱開発や石炭輸送のため追分駅 - 紅葉山駅（現在の新夕張駅） - 夕張駅間の夕張線区間が開業した。1906年には鉄道国有法により買収・国有化された。

### 石勝線として延長
1968年、夕張線を延伸する形で日本鉄道建設公団により主要幹線（C線）として南千歳駅 - 追分駅間、新夕張駅 - 上落合信号場間の新線区間が、札幌と十勝地方を短絡する幹線として建設され、1981年（昭和56年）10月1日に石勝線として開業した。石勝線開業と同時に夕張線は石勝線に編入された。追分駅から新夕張駅手前までは旧・夕張線を線形改良および路盤強化して石勝線の本線に転用した。最小曲線半径は800m、最急勾配は12‰である。
新線区間のうち、南千歳駅 - 追分駅間は、改正鉄道敷設法第137号に規定する「石狩國白石ヨリ膽振國廣島ヲ經テ追分ニ至ル鐵道（以下略）」の一部（追分線）、新夕張駅 - 占冠駅間は、同第134号「膽振國鵡川ヨリ石狩國金山ニ至ル鐵道及「ペンケオロロツプナイ」附近ヨリ分岐シテ石狩國登川ニ至ル鐵道」の一部（紅葉山線）、占冠駅 - 上落合信号場間は同第142号の2「十勝國御影付近ヨリ日高國右左府ヲ經テ膽振國邊富内ニ至ル鐵道」の一部（狩勝線）である。なお、上落合信号場 - 新得駅間は、根室本線落合駅 - 新得駅間（狩勝峠）の勾配緩和新線（同第142号の4、落合線）の一部として1966年（昭和41年）9月30日に開業しており、根室本線と線路を共用していた。
新線区間の開通以前は、札幌駅から道東（十勝・釧路・根室方面）へ向かうには旭川駅や滝川駅を経由していたが、1981年（昭和56年）の石勝線の開通によって優等列車が石勝線経由となり、札幌駅 - 道東間の所要時間が平均40分程度短縮された。その後、根室本線の滝川駅 - 新得駅間は定期優等列車が運行されないローカル線となり、富良野駅 - 新得駅間は2024年（令和6年）4月1日付で廃線となった。
トンネルは27本で総延長42.8km、橋梁は186本で総延長7.1km、スノーシェルターは34本で総延長3.9km、総工費は694億円に及び、難工事だった。蛇紋岩など地質が悪い新登川トンネル（延長5825m）が1971年（昭和46年）6月8日に貫通し、当初は1974年度（昭和49年度）の開業が見込まれていたが、総需要抑制策（公共投資抑制策）や資材高騰に加え、財政危機の国鉄と日本鉄道建設公団の協議が進まなかったことが影響し、工事が遅れた。1975年度（昭和50年度）までに軌道敷設工事をほぼ完了し、駅舎建設やCTC（列車集中制御装置）、信号、通信設備などの開業設備工事は1977年（昭和52年）6月24日に認可され、この時点では1979年度（昭和54年度）末または1980年度（昭和55年度）の開業予定とされたが、CTC工事の遅れで1981年度（昭和56年度）にずれ込んだ。
なお、追分線区間は21億円を投入し、1968年（昭和43年）6月までに路盤、トンネル2本、室蘭本線との立体交差など、ほとんどの工事が完了し、同年10月1日ダイヤ改正時の開業目標としていた。残るは駅舎建設、レール敷設、信号設置などの開業準備工事だけとなり、国鉄と日本鉄道建設公団が協議に入ったが、国鉄側が了承しなかったため開業は見送られた。もし開業すれば、100円の収入を上げるのに7500円も経費が掛かる大赤字路線を背負い込むことになり、国鉄にとっては赤字線廃止計画の手前で乗れない相談だった。
当時の国鉄総裁の磯崎叡は「鉄建公団が主張する有償方式だと、年間2億5千万円もの使用料（償還金）を払わなければならないのに、収入はせいぜい500万円しか見込めない。赤字に悩む国鉄としては、とても引き受けられない」と語った。石勝線は日本鉄道建設公団C線であり、鉄道債を使っていた関係上、有償貸し付けであった。磯崎の発言は北海道内の他のローカル線建設を大きく後退せざるを得ないようなものだった。
また、旧・夕張線区間は、後年の復活運転を除くと、日本で最後まで蒸気機関車が牽引する貨物列車が運転されていたことや、蒸気機関車が追分で入換作業に最後まで従事していたことでも知られる。蒸気機関車は1975年（昭和50年）12月24日に本線最終運転された。ただし、1976年（昭和51年）4月13日に起きた追分機関区の火災で本線最終運転の5両中4両、入換機の3両中2両および、新製間もないディーゼル機関車DD51形、DE10形が全焼している。
夕張線時代に国鉄再建法による幹線、地方交通線の選定が行われた際、石炭輸送が好調だったことにより、幹線となっている。また大正から昭和初期にかけ、一時期複線化されていた区間もあり、現在でも一部にその痕跡が残っている。

### 夕張支線の廃止
JR北海道社長の島田修は、2016年（平成28年）7月29日に開かれた記者会見にて、厳しい経営状況と北海道で急速に進行する人口の減少を理由に、鉄道事業を抜本的に見直すため、同年秋までに「JR単独では維持困難な線区」を公表し、地元自治体との協議に入りたい旨を正式に表明した。この会見の中で具体的な路線名こそ公表されなかったものの、輸送密度が低い石勝線の夕張支線（新夕張駅 - 夕張駅間）も対象になると考えられていた。
2016年8月8日、当時の夕張市長鈴木直道がJR北海道本社で島田社長と会談し、「交通網見直しへの協力」「地元の求めに応じた無償譲渡などJR所有施設の有効活用」「JR社員の市への派遣」の3点を条件に、夕張支線の廃止を自ら提案するとともに、代替となる交通政策への協力を要請した。この提案を踏まえてJR北海道社内で検討が行われた結果、同年8月17日に島田社長が鈴木市長との会談で前述の3条件について全面協力することを約束し、新夕張駅 - 夕張駅間の鉄道事業廃止を正式に申し入れた。同年9月12日付で、JR北海道に夕張市内の交通体系の見直しなどに協力するためのプロジェクトチームが設置され、課長級の社員1名を夕張市に派遣することが決定した。
なお、廃止時期について島田社長は「今後の協議を踏まえて別途提案する」としたが、鈴木市長は会談後、「最短では2019年3月のダイヤ改正時にも廃止になる」との見通しを示した。夕張市は、南清水沢地区に都市機能を集約し、2019年秋までに児童館などを併設する「拠点複合施設」を設置する方針を示した。この施設にはバスなど交通拠点の役割を持たせる構想があり、完成次第、夕張支線は廃止されると報道された。
2018年（平成30年）3月23日、夕張市とJR北海道は夕張支線（新夕張駅 - 夕張駅間）16.1 kmの鉄道事業廃止について、
1. 鉄道事業廃止日を2019年（平成31年）4月1日とすること
2. JR北海道は夕張市で持続可能な交通体系を再構築するための費用として7億5000万円を拠出すること
3. JR北海道は夕張市が南清水沢地区に整備を進めている拠点複合施設に必要となる用地を一部譲渡すること

で最終的な合意に至ったと発表した。
同年3月26日、JR北海道は国土交通大臣に夕張支線（新夕張駅 - 夕張駅間）の鉄道事業廃止届を提出し、2019年4月1日に廃止された。
路線廃止後、すぐに踏切の撤去が始まり、2019年（令和元年）8月にほぼ完了した。また、市道への落雪を防止するため、同年12月に1ヶ所の橋梁の一部が撤去された。それ以外の設備はそのまま残され、撤去の予定や線路跡地の活用法は未定である。

### 年表

#### 夕張線

##### 北海道炭礦鉄道時代
- 1892年（明治25年）11月1日：北海道炭礦鉄道室蘭線の支線として、追分駅 - 夕張駅（初代）間が開業[6][7][報道 7]。同区間に紅葉山駅[8]、夕張駅（初代）[8][9]を開設。
- 1894年（明治27年）8月1日：追分駅 - 紅葉山駅間に川端駅を開設[注 11][8]。
- 1897年（明治30年）2月16日：川端駅 - 紅葉山駅間に滝ノ上駅[8][9]、紅葉山駅 - 夕張駅（初代）間に清水沢駅[8][9]を開設[注 12]。
- 1900年（明治33年）1月16日：川端駅を追分寄りに約400m移設・改キロ[注 13]。
- 1901年（明治34年）12月1日：清水沢駅 - 夕張駅（初代）間に鹿ノ谷駅を開設[8][9]。
- 1905年（明治38年）11月15日：紅葉山駅 - 清水沢駅間に（貨）沼ノ沢駅を開設[8][9]。

##### 国有鉄道時代
- 1906年（明治39年）10月1日：北海道炭礦鉄道の国有化に伴い、追分駅 - 夕張駅間が逓信省鉄道作業局（国有鉄道）に移管[7][9]。
- 1907年（明治40年）
  - 5月16日：紅葉山駅 - 楓貨物取扱所間の貨物支線が開業[7][9]。同区間に楓貨物取扱所を開設[12][9]。
  - 9月8日：官設鉄道落合駅 - 帯広駅間（現在の根室本線）開業[13]に伴い、同区間に新得駅を開設[8][14]。
- 1909年（明治42年）
  - 7月1日：紅葉山駅 - 楓貨物取扱所間の旅客営業が開始。楓貨物取扱所が駅に昇格し、楓駅（初代）となる[9]。同駅における旅客の取り扱いを開始。
  - 10月12日：国有鉄道線路名称制定に伴い、追分駅 - 夕張駅（初代）間および紅葉山駅 - 楓駅（初代）間が夕張線となる[9][新聞 21]。
- 1910年（明治43年）8月16日：沼ノ沢駅における旅客の取り扱いが開始され、一般駅となる[9]。
- 1911年（明治44年）12月：三井登川炭鉱の開発に伴い、楓駅（初代） - 登川間の三井鉱山専用線（貨物専用線）が開業[注 14]。
- 1912年（大正元年）11月19日：清水沢駅 - 夕張駅（初代）間が複線化[注 15]。
- 1915年（大正4年）8月1日：滝ノ上駅 - 清水沢駅間が複線化[注 15]。
- 1916年（大正5年）7月11日：三井鉱山専用線が国有化され、夕張線の支線（登川支線）に編入される形で楓駅（初代） - 登川駅間が延伸開業[7][9]。同区間に登川駅を開設[12]。なお、同区間は楓駅（初代）手前で分岐する形となり、楓駅（初代）は引き上げ線方式のスイッチバック駅となった[9]。
- 1917年（大正6年）6月1日：追分駅 - 川端駅間が複線化[17][注 15]。
- 1919年（大正8年）9月30日：川端駅 - 滝ノ上駅間が複線化[17][注 15]。
- 1922年（大正11年）4月11日：追分線、紅葉山線が予定線として追加[18]。
- 1932年（昭和7年）
  - 11月1日：追分駅 - 川端駅間が単線化[注 16]。
  - 11月4日：川端駅 - 滝ノ上駅間が単線化[注 16]。
  - 11月7日：滝ノ上駅 - 紅葉山駅間が単線化[注 16]。
  - 11月11日：紅葉山駅 - 沼ノ沢駅間が単線化[注 16]。
  - 11月13日：沼ノ沢駅 - 清水沢駅間が単線化[注 16]。
  - 11月17日：清水沢駅 - 鹿ノ谷駅間が単線化[注 16]。
  - 11月20日：鹿ノ谷駅 - 夕張駅（初代）間が単線化[注 16]。
- 1936年（昭和11年）5月27日：狩勝線が予定線として追加[18]。
- 1949年（昭和24年）6月1日：公共企業体日本国有鉄道（国鉄）に移管。
- 1957年（昭和32年）4月3日：追分線、紅葉山線、狩勝線が調査線に昇格[18]。
- 1959年（昭和34年）11月9日：追分線、紅葉山線、狩勝線が工事線に昇格[18]。
- 1961年（昭和36年）
  - 1月14日：夕張線初の優等列車として、札幌駅 - 岩見沢駅 - 夕張駅（初代）間（函館本線・室蘭本線・夕張線経由）の準急「夕張」2往復が運行開始[7]。
  - 5月：追分線のルートを千歳空港駅 ‐ 追分間に変更[18]。
- 1962年（昭和37年）
  - 1月15日：夕張線の旅客列車が全列車気動車化[7]。
  - 6月：上落合信号場 ‐ 新得駅間着工[18]。
  - 12月25日：滝ノ上駅 - 紅葉山駅間に十三里駅[7][8][9]、沼ノ沢駅 - 清水沢駅間に南清水沢駅[7][8][9]を開設。
- 1965年（昭和40年）
  - 3月1日：追分駅 - 川端駅間に東追分駅を開設[7][8][9]。
  - 3月：落合駅 - 上落合信号場間着工[18]。
- 1966年（昭和41年）
  - 1月12日：千歳空港駅 - 追分駅間（追分線）着工[9][18]。
  - 8月1日：紅葉山駅 - 占冠駅間（紅葉山線）着工[9][18]。
  - 9月30日：根室本線の落合駅 - 新得駅間新線付け替えに伴い[9][18][新聞 22][新聞 23][新聞 24]、同区間に上落合信号場、新狩勝信号場、広内信号場、西新得信号場を開設。
- 1967年（昭和42年）
  - 1月：楓駅（初代）が紅葉山寄りの本線上に移転し、楓駅（2代目）となる[9]。同時に、楓駅（初代）でのスイッチバックが解消される。
  - 7月3日：占冠駅 - 上落合信号場間（狩勝線）着工[9][18]。
- 1971年（昭和46年）3月31日：根室本線の落合駅 - 上落合信号場 - 新得駅 - 昭栄信号場間に列車集中制御装置 (CTC) を導入。
- 1972年（昭和47年）3月15日：急行「夕張」が廃止[9]。これに伴い、後の石勝線開業まで優等列車の設定がなくなる。
- 1975年（昭和50年）12月24日：追分駅 - 夕張駅（初代）間で最後の蒸気機関車牽引による貨物列車が運行される[7]。
- 1977年（昭和52年）
  - 6月24日：紅葉山駅 - 上落合信号場間の開業設備工事が認可[新聞 8]。
  - 12月：追分駅 - 紅葉山駅間の改良工事着手[9]。
- 1978年（昭和53年）5月1日：鹿ノ谷駅 - 夕張駅（初代）間の貨物営業が廃止 (-3.4 km)。
- 1981年（昭和56年）
  - 5月25日：夕張線営業近代化を実施。清水沢駅 - 鹿ノ谷駅間 (-6.6 km) および紅葉山駅 - 登川駅間 (-7.6 km) の貨物営業が終了[9][17]。
  - 6月1日：東追分駅を追分寄りに300 m移設し、改キロ (-0.3 km) 。
  - 6月19日：追分駅 - 川端駅間を票券閉塞式から単線自動閉塞式に変更。同時に東追分駅の交換設備供用開始[20]。
  - 6月26日：川端駅 - 滝ノ上駅間を通票閉塞式から単線自動閉塞式に変更[20]。同日に滝ノ下信号場を新設し交換設備を供用開始[20]（滝ノ下信号場の書類上の開設日は7月1日[21]）。
  - 7月1日：次のように変更[20]。また、同日より石勝線千歳空港駅 - 新得駅間の試運転を開始[17]。
    - 支線の紅葉山駅 - 登川駅間を廃止 (-7.6 km) [22][7][9]。同区間の楓駅（2代目）[12][9]、登川駅[22][12]が廃止。
    - 滝ノ上駅 - 紅葉山駅間を通票閉塞式から単線自動閉塞式に変更。十三里駅の交換設備を使用開始。
    - 石勝線新線区間との接続のため高度を稼ぐ都合上、十三里駅 - 紅葉山駅 - 沼ノ沢駅間を新線に移設し、紅葉山駅を高台の新駅（後の新夕張駅）に移転（改キロなし）。

  - 8月1日：夕張線（石勝線）のうち、CTC化されていない千歳空港駅 - 串内信号場間をCTC化[17]。

#### 石勝線

##### 国鉄時代
- 1981年（昭和56年）
  - 10月1日：千歳空港駅 - 追分駅間 (17.6 km) および新夕張駅 - 上落合信号場 - 新得駅間 (89.4 km) が開業[4][7][9][新聞 25][新聞 26]。これに伴い次のように変更[17][8][9]。
    - 夕張線と新規開業区間が統合され、千歳空港駅 - 上落合信号場 - 新得駅間が本線、新夕張駅 - 夕張駅（初代）間が夕張支線となり、石勝線に改称[9]。室蘭線の部から函館線の部に移す。
    - 上落合信号場 - 新得駅間 (23.9 km) が根室本線と石勝線の重複区間となる[注 17]。
    - 新設区間に次の駅・信号場を新設
      - 千歳空港駅 - 追分駅間：駒里信号場、西早来信号場
      - 新夕張駅 - 上落合信号場間：楓駅（3代目）、オサワ信号場、東オサワ信号場、清風山信号場、鬼峠信号場、占冠駅、東占冠信号場、滝ノ沢信号場、トマム信号場、石勝高原駅、串内信号場。

    - 紅葉山駅を新夕張駅に改称。
    - 根室本線経由の特急「おおぞら」全列車と急行「まりも」（「狩勝」のうち石勝線経由となる列車を改称）が石勝線経由での運行となる。
    - 千歳空港駅 - 上落合信号場間に列車集中制御装置 (CTC) を導入。
- 1985年（昭和60年）
  - 6月1日：石勝線の上落合信号場以西[23]で最高速度を110 km/hに引き上げ、同区間を通る特急の所要時間が5分程度短縮される[24][注 18]。
  - 10月13日：夕張駅を移設（2代目）[9]。これに伴い、鹿ノ谷駅 - 夕張駅間を改キロ (-1.3 km) [9]。
- 1986年（昭和61年）3月3日：鬼峠信号場が廃止[9]。
- 1987年（昭和62年）2月1日：トマム信号場がホロカ信号場[9]、石勝高原駅がトマム駅[25][7][26][9]に改称。

##### 民営化以後
- 1987年（昭和62年）
  - 4月1日：国鉄分割民営化に伴い、北海道旅客鉄道（JR北海道）が第一種鉄道事業者として全線を承継[27][9]。南千歳駅 - 上落合信号場（構内除く）間および新夕張駅 - 夕張駅（2代目）間が本社鉄道事業本部管轄[注 2]、上落合信号場 - 新得駅間が釧路支社管轄となる。日本貨物鉄道（JR貨物）が千歳空港駅 - 上落合信号場 - 新得駅間および新夕張駅 - 清水沢駅間の第二種鉄道事業者となる[9]。清水沢駅が三菱石炭鉱業とJR貨物の車扱貨物の連絡駅となる。
  - 7月24日：22日の三菱石炭鉱業大夕張鉄道線廃止に伴い[28]、清水沢駅における同線とJR貨物との連絡運輸が廃止。
- 1990年（平成2年）
  - 4月1日：JR貨物の新夕張駅 - 清水沢駅間の第二種鉄道事業が廃止 (-8.2 km) [9]。
  - 10月25日：夕張駅移転工事のため、12月25日まで鹿ノ谷駅 - 夕張駅間を運休[29]。
  - 12月26日：夕張駅を移設（3代目）[9]。これに伴い、鹿ノ谷駅 - 夕張駅間を改キロ (-0.8 km) [9]。
- 1991年（平成3年）3月16日：普通列車の全列車でワンマン運転を開始[30]。
- 1992年（平成4年）7月1日：千歳空港駅が南千歳駅に改称[26]。
- 1993年（平成5年）10月：南千歳駅 - 新得駅間でATS-SN使用開始[新聞 27]。
- 1994年（平成6年）2月22日：西新得信号場 - 広内信号場間（根室本線との重複区間）で、釧路発札幌行きの上り特急「おおぞら」10号（キハ183系7両）が50 km/h程度で徐行運転中に強風にあおられて前3両が脱線転覆し、28名が負傷する事故が発生[新聞 28][新聞 29][新聞 30]。翌日22時に復旧し運行を再開した[31]、その後、事故現場周囲の築堤や橋梁部に防風フェンスが設けられた[32]。
- 1995年（平成7年）3月16日：石勝線の高速化工事に着手、完了までの間、同線を通る夜行列車は旧来の滝川駅経由で同年7月2日から10月8日まで（計17日間）迂回運転する[33]。
- 1997年（平成9年）3月22日：石勝線の高速化工事が完成[34]。札幌駅 - 釧路駅間で特急「スーパーおおぞら」運行開始[7]。石勝線の全線で最高速度が130 km/hに引き上げられる。
- 2004年（平成16年）
  - 3月7日：新夕張駅 - 夕張駅間（夕張支線）に列車集中制御装置 (CTC) を導入し、閉塞方式をタブレット閉塞式（新夕張駅 - 清水沢駅間）およびスタフ閉塞式（清水沢駅 - 夕張駅間）から、特殊自動閉塞式（軌道回路検知式）に変更[35]。これに伴い、北海道から現役の腕木式信号機とタブレット閉塞が消滅[報道 13][35]。清水沢駅の交換設備廃止により、新夕張駅 - 夕張駅間が1閉塞となる[35]。
  - 3月13日：楓駅（3代目）が信号場に変更され、楓信号場となる[報道 14][新聞 31]。
  - 9月30日：西新得信号場 - 広内信号場間に防風柵を増設[36]。
- 2007年（平成19年）10月1日：全区間で駅ナンバリングを実施[報道 15]。
- 2011年（平成23年）5月27日：特急「スーパーおおぞら」14号が清風山信号場内で脱線、同信号場構内の第1ニニウトンネル内で停止後に炎上する事故が発生（石勝線特急列車脱線火災事故）。乗客と乗務員計約240人のうち39人が煙を吸うなどして病院に搬送された[報道 16][報道 17][新聞 32]。同月30日に事故区間の復旧工事が終了し運転再開。
- 2012年（平成24年）2月16日：東追分駅構内で、JR貨物の上り貨物列車が赤信号で止まらず引き込み線に進入し、そのままスノーシェルターに衝突する事故が発生（石勝線貨物列車脱線事故）[報道 18][新聞 33]。
- 2014年（平成26年）8月30日：特急「スーパーとかち」の減速に伴い、当路線の営業最高速度が120 km/hに引き下げられる[報道 3]。
- 2016年（平成28年）
  - 3月26日：東追分駅[報道 19]・十三里駅[報道 19]が信号場に変更され、東追分信号場[37][新聞 34]・十三里信号場[37][新聞 34]となる。全区間で普通列車の本数を削減[報道 20][報道 21]。
  - 8月8日：夕張市が新夕張駅 - 夕張駅間（夕張支線）の廃止を条件付きで容認[報道 7][報道 8][新聞 15]。
  - 8月17日：JR北海道が新夕張駅 - 夕張駅間（夕張支線）の鉄道事業廃止を発表[報道 7][報道 9][新聞 14][新聞 16]。
  - 8月25日：台風9号による降雨災害の影響で、ホロカ信号場構内で線路脇の盛土が崩落。特急「スーパーおおぞら」・「スーパーとかち」と貨物列車が一部運休[新聞 35][新聞 36][新聞 37]。
  - 8月29日：始発から通常運行に戻る[新聞 38]。
  - 8月31日：台風10号による降雨災害の影響で、トマム駅構内の路盤が流出、トマム駅 - 新得駅間のトマム川橋梁が流木で支障、同区間の一の沢橋梁（南千歳起点105.090 km付近）が流出、広内信号場構内の第2谷間川橋梁で線路流出、新得駅構内で路盤流出および下新得川橋梁が橋脚ごと流出[報道 22]。このため、新夕張駅 - 新得駅間が不通となり、特急「スーパーおおぞら」・「スーパーとかち」が全区間運休[新聞 39]。
  - 9月8日：新夕張駅 - トマム駅間で運転再開、不通区間はトマム - 新得間となる。トマム駅より先、根室本線帯広駅まで代行バスの運転を開始[報道 23]。
  - 10月1日：トマム駅 - （根室本線）十勝清水駅 - 新得駅間の代行バスの運転を開始[新聞 40]。
  - 12月22日：トマム駅 - 新得駅間運転再開。特急「スーパーおおぞら」、「スーパーとかち」運転再開[報道 24]。
- 2018年（平成30年）
  - 3月23日：JR北海道が夕張市と新夕張駅 - 夕張駅間（夕張支線）の廃止について同意[報道 10]。
  - 3月26日：JR北海道が国土交通大臣宛てに新夕張駅 - 夕張駅間（夕張支線）の鉄道事業廃止届を提出[報道 11]。
  - 9月6日：北海道胆振東部地震発生。震源地に近い石勝線の南千歳駅 - 追分駅間を中心に軌道の変位が随所で見つかり、同線は不通となった。前日は台風21号も襲来し、相次ぐ災害に経営再建中のJR北海道にとって大打撃となった[新聞 41]。
  - 9月13日：新夕張駅間以東で運転を一部再開、釧路駅までの臨時列車が2往復運転された。札幌駅 - 新夕張駅間は代行バスが運転された[報道 25]。
  - 9月14日：石勝線が復旧し南千歳駅 - 追分駅間の徐行区間を残しつつ[報道 26]優等列車の運転を再開[新聞 42][報道 25]。普通列車の運転再開は9月17日にずれ込んだ[報道 25][注 19]。
- 2019年（平成31年）4月1日：新夕張駅 - 夕張駅間（夕張支線）の運輸営業を廃止 (-16.1 km)[報道 10][報道 11]。
- 2024年（令和6年）
  - 3月16日：ダイヤ改正に合わせて次のように変更[報道 27][報道 28]。
    - 滝ノ上駅が信号場に変更され、滝ノ上信号場となる。
    - 特急の全車指定席化に伴い、新夕張駅 - 新得駅間の各駅相互間利用時の特急料金不要の特例における利用可能な座席を、普通車自由席から普通車指定席の空席に変更。

  - 4月1日：根室本線富良野駅 - 新得駅間廃止に伴い上落合信号場 - 新得駅間の重複が解消、全区間が当路線の単独区間となる。
  - 8月31日：台風10号と前線の影響で局地的降雨が発生し、川端駅 - 新夕張駅間（滝ノ上信号場から札幌方に1.2 kmの地点）で線路内への土砂等の流入とともに道床が一部流出。追分駅 - 新得駅間で不通となる[38][39][40]（9月4日復旧）。

## 運行形態

### 広域輸送
札幌駅 - 帯広駅・釧路駅間を結ぶ幹線ルートの一部で、2020年（令和2年）3月14日現在、特急「おおぞら」（1日6往復）と特急「とかち」（1日5往復）が、南千歳駅 - 新得駅間で運転されている。
1997年（平成9年）3月22日に高速化改良が完成し、ともに車体傾斜式車両であるキハ283系・キハ261系による最高速度130 km/hでの運転が行われていた。しかし2010年代に（当路線外を含む）火災事故などのトラブルが相次いだ影響で、現在では最高速度120 km/hに引き下げられ、車体傾斜装置の使用も停止されている。札幌駅 - 帯広駅間の年間旅客輸送量は約200万人と、札幌駅 - 旭川駅間・札幌駅 - 東室蘭駅 - 函館駅間に次いで道内3番目に多い路線である。
広内信号場 - 西新得信号場間は、山脈から吹き下ろす風の通り道となっており、1994年の特急「おおぞら」脱線事故以前も脱線や転覆事故が度々起きてきた。対策として、防風柵を設置しているほか、「早め規制区間」とし、風速20 m/s以上で45 km/hに減速、25 m/s以上で運転を中止する措置をとっている。
極寒の豪雪地帯を走るため、冬期間は高速運転すると車両に付着した雪や氷が落ちて線路に敷かれたバラストを巻き上げることがある。過去には列車の窓ガラスを割る事故も発生しており、特急は冬期間に限って千歳線内で減速運転を行うことがある。そのため、冬期間は10 - 20分程度の遅れが生じることもある。

#### 国鉄準急「夕張」と夕張鉄道急行列車
夕張線時代には、1961年（昭和36年）1月14日から1972年（昭和47年）3月14日まで、札幌駅と夕張駅を結ぶ速達列車として、準急「夕張」（のちに急行に格上げ）が岩見沢駅と追分駅で2回進行方向を変えるZ形の経路（札幌駅 - 函館本線 - 岩見沢駅 - 室蘭本線 - 追分駅 - 夕張線 - 夕張駅）で運行されていた。
停車駅
札幌駅 - 岩見沢駅 - 栗山駅 - 由仁駅 - 追分駅 - 滝ノ上駅 - 紅葉山駅（現・新夕張駅） - 沼ノ沢駅 - 清水沢駅 - 鹿ノ谷駅 - 夕張駅
- 1966年3月、追分駅 - 夕張駅間は普通列車に格下げされ各駅に停車となる。

一方、函館本線野幌駅 - 夕張本町駅間に路線を有していた夕張鉄道では国鉄のZ形の運行経路に対抗して、1961年（昭和36年）9月1日に野幌駅 - 夕張本町駅間の急行列車の運行を開始した。野幌バス停留所駅（後の北海鋼機前駅） - 札幌大通間を自社バスで連絡し札幌への利用も可能だった。こちらは直通バス路線（札幌急行線）の拡充などにより1967年（昭和42年）9月30日に廃止された。

### 貨物輸送
当線内に貨物駅はないが、帯広貨物駅・釧路貨物駅 - 札幌貨物ターミナル駅間および、帯広貨物駅から本州方面への直通列車が当線経由で運行されている（本州方面への直通列車は追分駅より室蘭本線へ入る）。なお、かつては室蘭本線から追分駅経由で本輪西駅 - 帯広貨物駅間の石油輸送列車があった。牽引機関車はかつてD51形で、1975年（昭和50年）12月24日に全列車がDD51形に置き換わり、2008年（平成20年）3月改正時よりDF200形に置き換えられた。

#### 沿革
- 1961年（昭和36年）1月15日：札幌駅 - 岩見沢駅 - 夕張駅間（函館本線・室蘭本線・夕張線経由）の準急「夕張」2往復が運行開始[7]。
- 1966年（昭和41年）3月5日：準急「夕張」の夕張線内が普通列車化[9]。
- 1968年（昭和43年）10月1日：準急「夕張」が急行列車に昇格[9]。
- 1970年（昭和45年）10月1日：急行「夕張」の1往復が廃止。
- 1972年（昭和47年）3月15日：急行「夕張」が廃止[9]。

### 地域輸送

#### 南千歳駅 - 新夕張駅間
H100形によりワンマン運転の普通列車が運転されている。なお、運行系統上は千歳線千歳駅を起点としており、南千歳駅始発・終着の列車は存在せず、全列車が千歳線に直通する。千歳駅 - 新夕張駅間の列車のほか、追分駅折り返しの列車も運転されている。1日の運行本数は、2024年（令和6年）3月16日時点で千歳駅 - 追分駅間に下り4本・上り3本、千歳駅 - 新夕張駅間に下り2本・上り3本の合計6往復（12本）である。
2016年（平成28年）3月26日のダイヤ改正で運行本数が削減され、追分駅 - 新夕張駅間は下り新夕張方面が1日4本、上り追分方面が1日6本の運転となった。このダイヤ改正までは午後に1本のみ室蘭本線直通列車（糸井駅発夕張駅行き）も存在した。
2019年（平成31年）3月16日のダイヤ改正で運行本数はさらに削減され、追分駅 - 新夕張駅間では下り1日2本、上り1日3本の運転となっている。
2025年（令和7年）3月15日のダイヤ改正で、千歳駅 - 新夕張駅間の普通列車全12本にH100形が導入され、従来運用されていたキハ40形・キハ150形を全て置き換えた。これにより、最大11分速達化された。

#### 新夕張駅 - 新得駅間
この区間は開業以来、新夕張駅 - 楓駅間に運行されていた普通列車を除き、特急列車のみが運行されている。
このため開業当初から、新夕張駅 - 新得駅の各駅相互間で特急列車の普通車自由席を利用する場合に特急料金が不要となる特例が設けられている。また楓駅と占冠駅方面の行き来の際にはいったん新夕張駅まで乗車してから折り返す必要があったため、楓駅 - 占冠駅以遠間までの乗車券を持つ乗客は、新夕張駅で途中下車をしなければ新夕張駅 - 楓駅間は追加運賃なしで乗り越すことができた。

#### 新夕張駅 - 夕張駅間（廃止区間）
2016年（平成28年）3月26日の改正時点で、新夕張駅 - 夕張駅間は上下ともに1日5本が運転されていた。改正以前は9往復で、この時点で廃止を見込んだ減便だった。
2019年（平成31年）3月16日のダイヤ改正で定期列車の運行は終了し、最終営業日の3月31日までは、全列車臨時列車扱いで1日8本が運行された。
石勝線内で最も利用客が少ない区間であり、2013年度の輸送密度は110人となっていた。

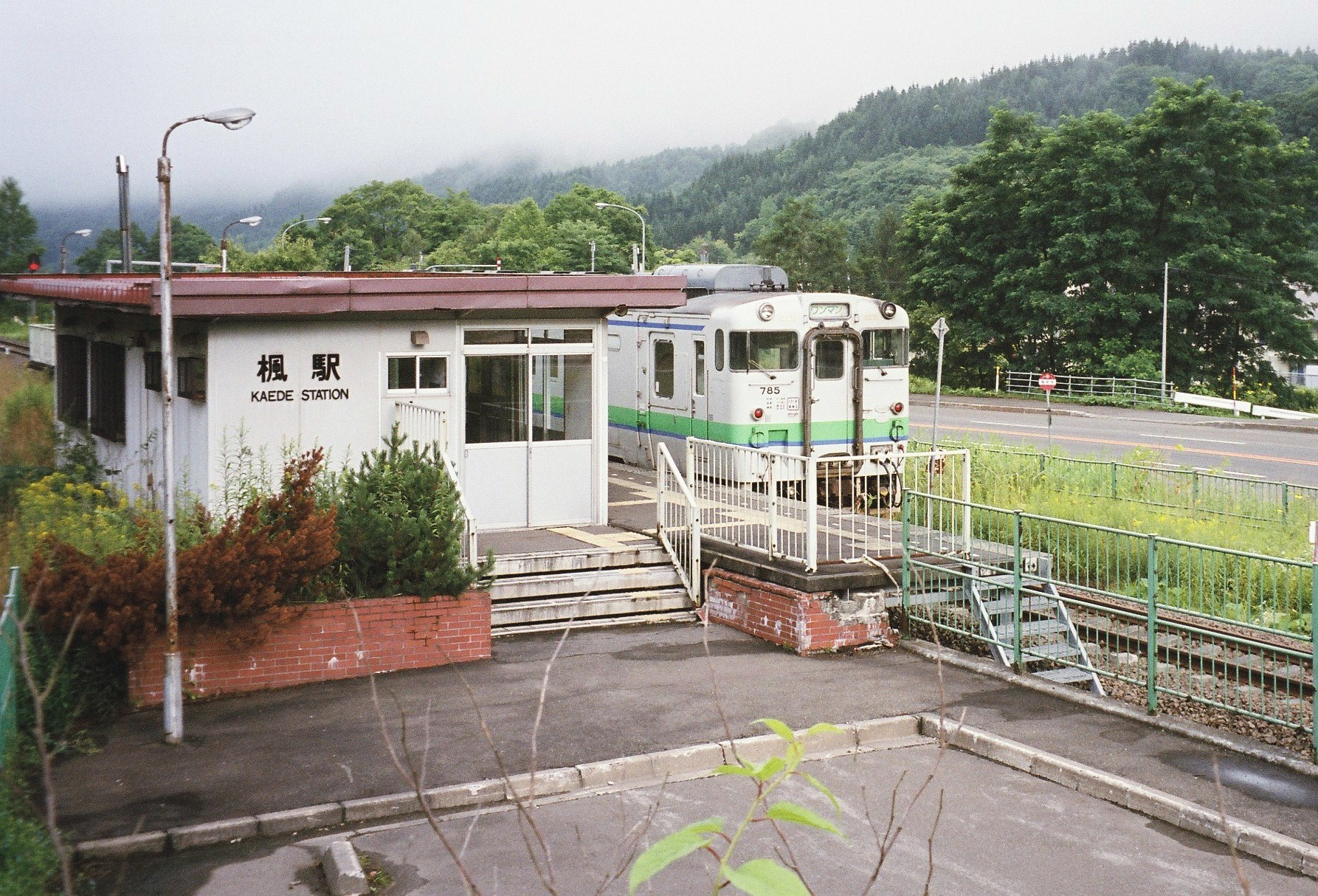
2004年までは新夕張駅 - 楓駅間で普通列車が運行されていた（2003年8月 楓駅）
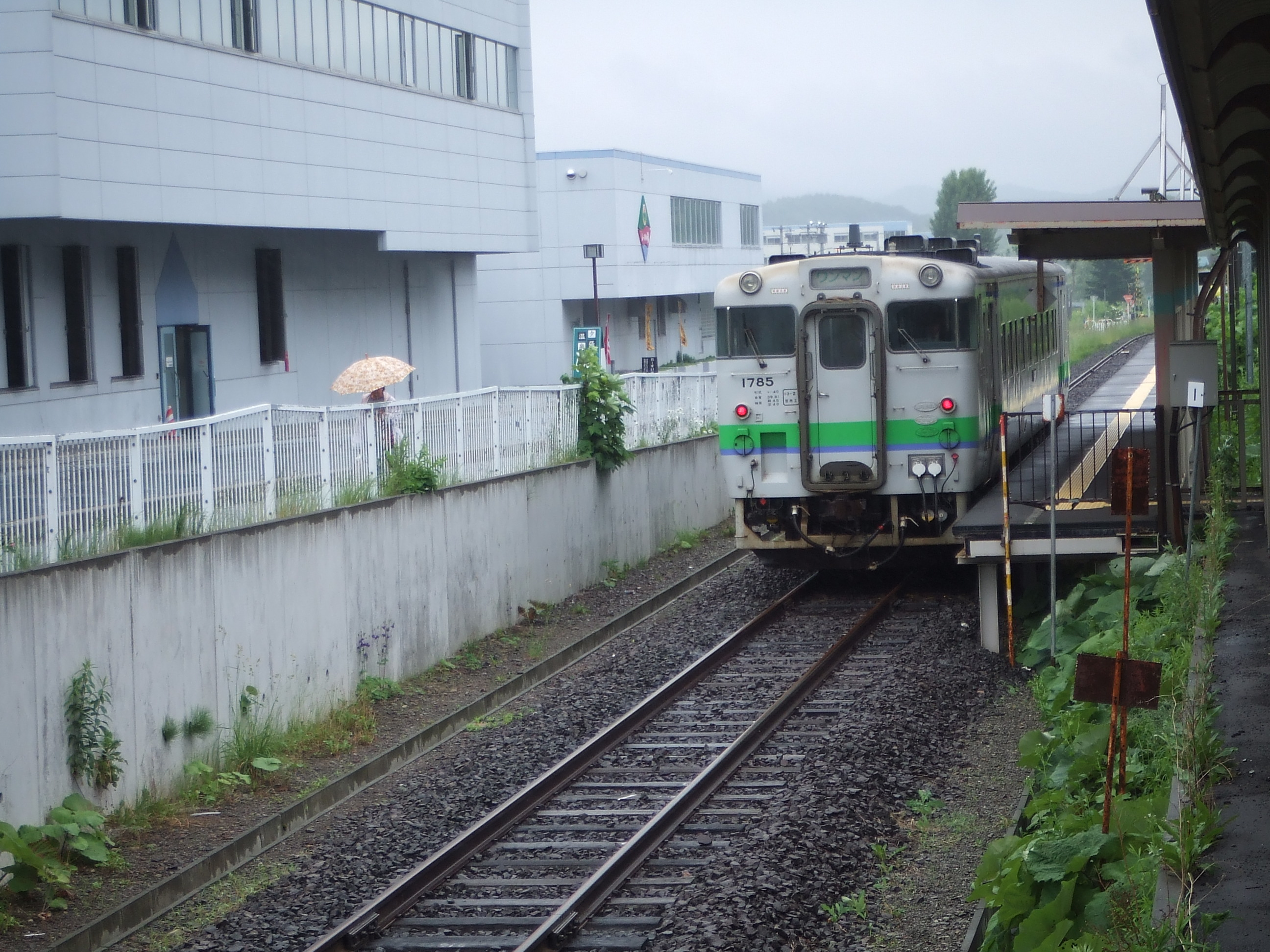
廃止された夕張支線の普通列車（2007年6月 夕張駅）

## 使用車両

### 現在の車両

#### 特急列車用
- キハ261系 - 2007年（平成19年）10月1日より「スーパーとかち」で運用が開始され、現在は「おおぞら」、「とかち」の全列車で運用。

#### 普通列車用
- H100形 - 2025年（令和7年）3月15日より千歳駅 - 新夕張駅間の全列車で運用。

#### 貨物列車用
- DF200形 - 2008年（平成20年）3月より全貨物列車で運用。

### 過去の車両

#### 優等列車用
- キハ283系 - 1997年（平成9年）3月22日より特急「スーパーおおぞら」で運用が開始され、2000年（平成12年）3月11日からは「スーパーとかち」でも運用されていた。2020年（令和2年）3月より、キハ261系への置き換えが進み、2022年（令和4年）3月11日まで運行された。
- キハ183系 - 当線では特急「おおぞら」で1981年（昭和56年）10月1日の開業時から2001年（平成13年）6月30日まで運用され、同年7月1日にダイヤ改正で「おおぞら」13・14号から改称した特急「まりも」にて2008年（平成20年）8月31日まで運用された。「とかち」では1990年（平成2年）9月1日から2009年（平成21年）9月30日まで運用。
- キハ80系 - 当線では「おおぞら」で1981年（昭和56年）10月1日の開業時から1982年（昭和57年）11月14日までと、1985年（昭和60年）3月14日から1986年（昭和61年）10月31日まで運用。
- 14系 - 1982年（昭和57年）11月15日から1993年（平成5年）3月17日まで夜行の急行「まりも」で運用。同年3月18日から寝台車が特急「おおぞら」13・14号、2001年7月1日から特急「まりも」で2008年（平成20年）8月31日まで運用。

#### 普通列車用
- キハ150形 - 2025年（令和7年）3月14日まで南千歳駅（全列車が千歳駅まで直通） - 新夕張駅間で運用。H100形に置き換えられた。
- キハ40系 - 2025年（令和7年）3月14日まで南千歳駅（全列車が千歳駅まで直通） - 新夕張駅間で運用。H100形に置き換えられた。

#### 貨物列車用
- D51形 - 夕張線時代の1975年（昭和50年）12月24日まで運用。DD51形に置き換えられ、最終列車はD51-241が担当した[46]。
- DD51形 - 2008年（平成20年）3月のダイヤ改正まで運用。

## 輸送密度・営業収支
区間ごとの輸送密度は以下の通り。
南千歳駅 - 新得駅間については、実質的に一体化した運用を行っている根室本線の新得駅 - 帯広駅間と総合して計算したデータが公表されている。
| 年度                 | 輸送密度（人/日）   | 輸送密度（人/日）                      | 備考                                                                                                   | 出典                    |
| 年度                 | 南千歳駅 - 帯広駅間 | 新夕張駅 - 夕張駅間                    | 備考                                                                                                   | 出典                    |
| -------------------- | ------------------- | -------------------------------------- | --- | ----------------------- |
| 1975年（昭和50年）度 |                     | 2,318                                  | | [ 報道 46 ] [ 報道 7 ]  |
| 1980年（昭和55年）度 |                     | 1,740                                  | | [ 報道 7 ]              |
| 1985年（昭和60年）度 |                     | 1,187                                  | | [ 報道 7 ]              |
| 1987年（昭和62年）度 |                     | 1,129                                  | | [ 報道 7 ]              |
| 2012年（平成24年）度 |                     | 110                                    | | [ 報道 45 ]             |
| 2013年（平成25年）度 |                     | 110                                    | | [ 報道 45 ] [ 新聞 45 ] |
| 2014年（平成26年）度 | 4,270               | 117                                    | | [ 報道 47 ] [ 報道 48 ] |
| 2015年（平成27年）度 | 4,213               | 118                                    | | [ 報道 49 ] [ 報道 50 ] |
| 2016年（平成28年）度 | 4,085               | 80                                     | | [ 報道 51 ]             |
| 2017年（平成29年）度 | 3,567               | 69                                     | 南千歳駅 - 帯広駅間：道東方面の特急列車運転再開により、前年度比増加 全区間：同年度分より集計方法見直し | [ 報道 52 ]             |
| 2018年（平成30年）度 | 3,529               | 146                                    | 新夕張駅 - 夕張駅間：営業最終年度。廃止に関連した利用者増加が発生                                      | [ 報道 53 ]             |
| 2019年（令和元年）度 | 3,246               |                                        | 新型コロナウイルス感染症（COVID-19）の拡大の影響等により、前年度比減少                                 | [ 報道 54 ]             |
| 2020年（令和02年）度 | 1,570               | COVID-19の影響により、前年度比大幅減少 | [ 報道 55 ]                                                                                            |                         |
| 2021年（令和03年）度 | 1,902               |                                        | [ 報道 56 ]                                                                                            |                         |
| 2022年（令和04年）度 | 2,905               |                                        | [ 報道 57 ]                                                                                            |                         |
| 2023年（令和05年）度 | 2,788               |                                        | [ 報道 58 ]                                                                                            |                         |

### 収支・営業係数
区間ごとの収支（営業収益、営業費用、営業損益）と営業係数は以下の通り。いずれも管理費を含めた金額である。▲はマイナスを意味する。
南千歳駅 - 新得駅間については、実質的に一体化した運用を行っている根室本線（新得駅 - 帯広駅間）と総合して計算したデータが公表されている。
| 年度                 | 収支（百万円） | 収支（百万円） | 収支（百万円） | 営業係数 （円） | 備考 | 出典        |
| 年度                 | 営業収益       | 営業費用       | 営業損益       | 営業係数 （円） | 備考 | 出典        |
| -------------------- | -------------- | -------------- | -------------- | --------------- | --- | ----------- |
| 2014年（平成26年）度 | 6,337          | 8,266          | ▲1,929         | 130             | | [ 報道 48 ] |
| 2015年（平成27年）度 | 6,274          | 7,961          | ▲1,686         | 127             | | [ 報道 50 ] |
| 2016年（平成28年）度 | 4,512          | 7,919          | ▲3,407         | 176             | 2016年8月の台風被害により、道東方面の特急列車の長期運休による運輸収入減少、バス代行経費が増加したことに伴い、前年度比拡大 | [ 報道 59 ] |
| 2017年（平成29年）度 | 5,587          | 8,897          | ▲3,310         | 159             | 道東方面の特急列車の運転再開による営業費用増加が発生。 同年度分より集計方法見直し                                         | [ 報道 52 ] |
| 2018年（平成30年）度 | 5,408          | 8,796          | ▲3,388         | 163             | | [ 報道 53 ] |
| 2019年（令和元年）度 | 5,137          | 9,112          | ▲3,975         | 177             | 新型コロナウイルス感染症（COVID-19）の拡大の影響による運輸収入減少、トンネルや線路の修繕増加等により、前年度比拡大        | [ 報道 54 ] |
| 2020年（令和02年）度 | 2,353          | 7,976          | ▲5,623         | 339             | COVID-19の影響により、前年度比拡大                                                                                        | [ 報道 55 ] |
| 2021年（令和03年）度 | 2,879          | 7,879          | ▲5,000         | 274             | | [ 報道 56 ] |
| 2022年（令和04年）度 | 4,412          | 8,731          | ▲4,319         | 198             | | [ 報道 57 ] |
| 2023年（令和05年）度 | 4,581          | 8,653          | ▲4,072         | 189             | | [ 報道 58 ] |

| 年度                 | 収支（百万円） | 収支（百万円） | 収支（百万円） | 営業係数 （円） | 備考                                           | 出典        |
| 年度                 | 営業収益       | 営業費用       | 営業損益       | 営業係数 （円） | 備考                                           | 出典        |
| -------------------- | -------------- | -------------- | -------------- | --------------- | ---------------------------------------------- | ----------- |
| 2014年（平成26年）度 | 14             | 196            | ▲182           | 1,421           |                                                | [ 報道 48 ] |
| 2015年（平成27年）度 | 14             | 164            | ▲150           | 1,188           |                                                | [ 報道 50 ] |
| 2016年（平成28年）度 | 10             | 176            | ▲166           | 1,681           |                                                | [ 報道 59 ] |
| 2017年（平成29年）度 | 10             | 218            | ▲207           | 2,118           | 同年度分より集計方法見直し                     | [ 報道 52 ] |
| 2018年（平成30年）度 | 18             | 215            | ▲197           | 1,196           | 営業最終年度。廃止に関連した運輸収入増加が発生 | [ 報道 53 ] |

## 駅一覧
- 全駅が北海道内に所在。
- 便宜上、南千歳駅側のすべての普通列車が乗り入れる千歳線千歳駅までの区間を記載。
- 駅番号が括弧書きで記載されている信号場は、かつて旅客営業を実施していたときのもの。
- 停車駅
  - 特急「おおぞら」および「とかち」については列車記事を参照。
  - 普通列車は千歳駅 - 新夕張駅間の全旅客駅に停車。新夕張駅 - 新得駅間では普通列車の運転は無い。
- 千歳線区間は複線、石勝線区間は全線単線。すべての駅・信号場で列車交換が可能である。

| 正式路線名 | 駅番号         | 駅名     | 営業キロ | 営業キロ                                      | 接続路線・備考                                         | 所在地            | 所在地            | 所在地 |
| 正式路線名 | 駅番号         | 駅名     | 駅間     | 累計                                          | 接続路線・備考                                         | 所在地            | 所在地            | 所在地 |
| ---------- | -------------- | -------- | -------- | --------------------------------------------- | ------------------------------------------------------ | ----------------- | ----------------- | ------ |
| 千歳線     | H13            | 千歳駅   | -        | 3.0                                           | 北海道旅客鉄道：■千歳線（札幌方面）                    | 石狩管内          | 千歳市            | 千歳市 |
| 千歳線     | H14            | 南千歳駅 | 3.0      | 0.0                                           | 北海道旅客鉄道：■千歳線（苫小牧方面）・■千歳線空港支線 | 石狩管内          | 千歳市            | 千歳市 |
| 石勝線     | H14            | 南千歳駅 | 3.0      | 0.0                                           | 北海道旅客鉄道：■千歳線（苫小牧方面）・■千歳線空港支線 | 石狩管内          | 千歳市            | 千歳市 |
|            | 駒里信号場     | -        | 5.4      |                                               |                                                        | 石狩管内          | 千歳市            | 千歳市 |
|            | 西早来信号場   | -        | 11.7     |                                               | 胆振管内                                               | 勇払郡 安平町     | 勇払郡 安平町     |        |
| K15        | 追分駅         | 17.6     | 17.6     | 北海道旅客鉄道：室蘭本線                      | 胆振管内                                               | 勇払郡 安平町     | 勇払郡 安平町     |        |
| (K16)      | 東追分信号場   | -        | 21.6     |                                               | 胆振管内                                               | 勇払郡 安平町     | 勇払郡 安平町     |        |
| K17        | 川端駅         | 9.4      | 27.0     |                                               | 空知管内                                               | 夕張郡            | 由仁町            |        |
|            | 滝ノ下信号場   | -        | 30.3     |                                               | 空知管内                                               | 夕張郡            | 栗山町            |        |
| (K18)      | 滝ノ上信号場   | -        | 35.8     |                                               | 空知管内                                               | 夕張市            | 夕張市            |        |
| (K19)      | 十三里信号場   | -        | 40.2     |                                               | 空知管内                                               | 夕張市            | 夕張市            |        |
| K20        | 新夕張駅       | 16.0     | 43.0     |                                               | 空知管内                                               | 夕張市            | 夕張市            |        |
|            | 楓信号場       | -        | 48.7     |                                               | 空知管内                                               | 夕張市            | 夕張市            |        |
|            | オサワ信号場   | -        | 55.7     |                                               | 胆振管内                                               | 勇払郡            | むかわ町          |        |
|            | 東オサワ信号場 | -        | 59.6     |                                               | 胆振管内                                               | 勇払郡            | むかわ町          |        |
|            | 清風山信号場   | -        | 67.3     |                                               | 上川管内                                               | 勇払郡            | 占冠村            |        |
| K21        | 占冠駅         | 34.3     | 77.3     |                                               | 上川管内                                               | 勇払郡            | 占冠村            |        |
|            | 東占冠信号場   | -        | 81.3     |                                               | 上川管内                                               | 勇払郡            | 占冠村            |        |
|            | 滝ノ沢信号場   | -        | 85.7     |                                               | 上川管内                                               | 勇払郡            | 占冠村            |        |
|            | ホロカ信号場   | -        | 92.6     |                                               | 上川管内                                               | 勇払郡            | 占冠村            |        |
| K22        | トマム駅       | 21.3     | 98.6     |                                               | 上川管内                                               | 勇払郡            | 占冠村            |        |
|            | 串内信号場     | -        | 104.2    |                                               | 上川管内                                               | 空知郡 南富良野町 | 空知郡 南富良野町 |        |
|            | 上落合信号場   | -        | 108.3    |                                               | 上川管内                                               | 空知郡 南富良野町 | 空知郡 南富良野町 |        |
|            | 新狩勝信号場   | -        | 113.9    |                                               | 十勝管内                                               | 上川郡 新得町     | 上川郡 新得町     |        |
|            | 広内信号場     | -        | 120.1    |                                               | 十勝管内                                               | 上川郡 新得町     | 上川郡 新得町     |        |
|            | 西新得信号場   | -        | 125.6    |                                               | 十勝管内                                               | 上川郡 新得町     | 上川郡 新得町     |        |
| K23        | 新得駅         | 33.8     | 132.4    | 北海道旅客鉄道：■根室本線（特急のみ直通あり） | 十勝管内                                               | 上川郡 新得町     | 上川郡 新得町     |        |

### 廃止区間
- 駅名・接続路線の事業者名・路線名は各支線廃止時点のもの。新夕張駅（紅葉山駅）を除く全駅が路線廃止日をもって廃止
- 全駅が北海道（空知管内）夕張市に所在

#### 登川支線
| 駅名     | 営業キロ | 営業キロ | 接続路線・備考                                  |
| 駅名     | 駅間     | 累計     | 接続路線・備考                                  |
| -------- | -------- | -------- | ----------------------------------------------- |
| 紅葉山駅 | -        | 0.0      | 日本国有鉄道：夕張線（本線） （現在の新夕張駅） |
| 楓駅     | 4.5      | 4.5      | （2代目であり、現在の楓信号場とは異なる）       |
| 登川駅   | 3.1      | 7.6      |                                                 |

廃止後は紅葉山から楓 - 登川地区境界までのほとんどが国道274号（三川国道）に利用されている。
代替交通機関として夕張鉄道（夕鉄バス）のバス路線が設定されていたものの、2017年10月1日のダイヤ改正をもって廃止された。代替としてタクシー乗車料金補助制度が設定されている。

#### 夕張支線
- 廃止直前の時点では全線1閉塞で、1列車のみ進入可能（新夕張駅を除き列車交換不可）

| 駅番号 | 駅名                     | 営業キロ | 営業キロ | 接続路線                       |
| 駅番号 | 駅名                     | 駅間     | 累計     | 接続路線                       |
| ------ | ------------------------ | -------- | -------- | ------------------------------ |
| K20    | 新夕張駅（旧：紅葉山駅） | -        | 0.0      | 北海道旅客鉄道：石勝線（本線） |
| Y21    | 沼ノ沢駅                 | 2.7      | 2.7      |                                |
| Y22    | 南清水沢駅               | 4.0      | 6.7      |                                |
| Y23    | 清水沢駅                 | 1.5      | 8.2      |                                |
| Y24    | 鹿ノ谷駅                 | 6.6      | 14.8     |                                |
| Y25    | 夕張駅                   | 1.3      | 16.1     |                                |

廃止後は、夕張鉄道（夕鉄バス）が代替として新夕張駅 - レースイリゾート（鉄道廃止時点での夕張駅前） - 夕張市石炭博物館で1日10往復（一部は乗継が必要、ただし運賃は同額で利用可能）のバスを設定した。従来の夕張鉄道バス夕張市内線の増発・バス停増設という形を取った。予算は、JR北海道が廃線時に夕張市に支払った7億5千万円（代行バスの地元負担額20年分相当）で賄われた。
路線の乗客は約1日260人で、従来のバス路線に比べると1割程度増えている。しかし、バス運転手の平均年齢は58歳と高齢化が進んでおり、新規採用の目処は立っていないという。
2020年3月現在で、新夕張駅前発が12本、新夕張駅前着が10本運転されている。夕張市内では、新夕張駅前・りすた（南清水沢の公共施設） - 新札幌駅前間の新札夕線（北海道炭礦汽船夕張鉄道線の代替）と一体の運用となっており、全区間で10往復以上の便を確保している。
2023年10月1日、夕鉄バスは、運転士不足の慢性化や新型コロナウィルス感染症の影響による利用者の減少、さらに原油価格の高騰などを理由に、バス路線の運行を維持することが困難になったとして、夕張市ほか関係自治体との協議のうえで、新夕張駅前 - 栗山駅前 - 新札幌駅前（3往復）、りすた - 由仁駅前 - 新札幌駅前（急行：平日4往復・土日祝3往復）、栗山駅前 - 南幌ビューロー - 新札幌駅前（平日4.5往復・土日祝2往復）の3路線を廃止した。新夕張駅前 - りすた - 夕張市石炭博物館（10往復）は維持される。

### かつて旅客駅だった信号場
- 東追分信号場：旧・東追分駅 (K16)。2016年（平成28年）3月26日旅客扱い廃止[37][報道 19][新聞 34]。
- 滝ノ上信号場：旧・滝ノ上駅 (K18)。2024年（令和6年）3月16日旅客扱い廃止。
- 十三里信号場：旧・十三里駅 (K19)。2016年（平成28年）3月26日旅客扱い廃止[37][報道 19][新聞 34]。
- 楓信号場：旧・楓駅（3代）。2004年（平成16年）3月13日旅客扱い廃止[報道 14][新聞 31]。

### 廃止信号場
廃止区間内のものを除く。( ) 内は南千歳駅を起点とした営業キロ。
- 鬼峠信号場：1986年（昭和61年）3月3日廃止[9]。清風山信号場 - 占冠駅間 (72.5 km)

### 過去の接続路線
夕張地域の炭鉱から産出される石炭の輸送を目的とした私鉄・専用鉄道が分岐していたが、現在ではそのすべてが廃止されている。
- 沼ノ沢駅：北海道炭礦汽船真谷地炭鉱専用鉄道 - 1987年（昭和62年）10月13日廃止。
- 清水沢駅：三菱石炭鉱業大夕張鉄道線 - 1987年（昭和62年）7月22日廃止。
- 鹿ノ谷駅：北海道炭礦汽船夕張鉄道線 - 1975年（昭和50年）4月1日廃止。